# 예브게니 키신
예브게니 이고레비치 키신(러시아어: Евгений Игоревич Кисин, 1971년 10월 10일~)은 러시아, 영국, 이스라엘 국적의 클래식 피아니스트이다. 특히 그는 어렸을 적부터 프레데리크 쇼팽의 곡 해석으로 유명했다.

## 생애
키신은 1971년 모스크바의 유대인 집안에서 태어났다. 11개월부터는 누나인 알라의 피아노에 맞춰 바흐의 음악에 허밍을 넣을 수 있었다 한다. 6세부터는 신동으로 불리며 그네신 음악원(Gnessin School of Music)에서 피아노를 배우기 시작했다. 거기서 그는 그의 유일한 피아노 선생인 피아니스트 안나 칸토르(Anna Kantor)의 제자가 됐다.
10세 때 키신은 울랴노브스크 교향악단과 함께 연주하며 데뷔했다. 이듬해에는 모스크바에서 첫 리사이틀을 가졌다. 13세인 1984년부터는 모스크바 콩세르바퇴르 대강당에서 모스크바 필하모닉 오케스트라와 함께 쇼팽의 피아노 콘체르토를 연주, 녹음하여 자신의 재능을 국제적으로 알렸다. 1987년 그는 영국에서의 데뷔 무대를 가졌다. 데뷔 무대였던 리치필드 축제(Lichfield Festival)에서 그는 지휘자 발레리 게르기에프(Valery Gergiev), 파이올리니스트 바딤 레핀(Vadim Repin), 막심 벤게로프(Maxim Vengerov)와 함께 연주했다.
1988년에는 베를리너 필하모니커의 신년 연주회에서 지휘자 헤르베르트 폰 카라얀과 함께 차이콥스키 피아노 콘체르토 1번을 연주했다. 1990년 9월에는 주빈 메타, 뉴욕 필하모닉과 함께 쇼팽의 두 개의 피아노 콘체르토를 연주하여 북미 지역에 데뷔했다. 또한 카네기 홀에서 첫 번째 리사이틀을 가졌다. 1997년에는 런던의 더 프롬스(The Proms)에서 최초의 피아노 독주회를 가졌으며, 2002년에는 영국 시민이 됐다. 1997년의 프롬 연주회를 바탕으로 그의 일대기를 담은 DVD '음악이라는 재능'(The Gift Of Music)이 발매되기도 했다.
그동안 키신은 유럽, 아메리카, 아시아 각지에서 다양한 리사이틀 투어를 가졌다. 그는 유명 지휘자들이 지휘하는 수많은 오케스트라와 협연했다. 클라우디오 아바도, 블라디미르 아슈케나지, 다니엘 바렌보임, 콜린 데이비스, 발레리 게르기에프, 카를로 마리아 지울리니 등 유수 지휘자들이 그와 연주했다.
2007년에는 전문 실내악 회사인 밴쿠버 시티 오페라의 명예 후원자가 됐다.
음악 뿐만 아니라 이디시어, 러시아어로 된 시 낭송(recital)을 한 적도 있다. 2010년에는 키신의 이디시어 현대 시 낭송집이 CD로 발매되기도 했다.

## 사생활
러시아의 정치 탄압에 반대하는 목소리를 내왔으며, 2021년에는 알렉세이 나발니와 기타 정치범들의 석방을 요구하는 청원서에 서명하였다. 또한 러시아의 우크라이나 침공을 규탄하면서 우크라이나군에 자금을 이체하였다.

## 수상 경력 등
- 1994년 : 뮤지컬 어메리카 '올해의 연주자'
- 1997년 : 트라이엄프 상 '러시아 문화에 대한 눈에 띄는 기여'
- 2001년 : 맨하탄 음악학교 명예박사
- 2005년 : 영국 왕립 음악원 명예회원[8]
- 2005년 : 헤르베르트 폰 카라얀 상 수상
- 2006년 : 그래미상 '최고의 솔로 연주자'(오케스트라 없음)
- 2007년 : 아르투로 베네데티 미켈란젤리 상 수상
- 2009년 : 그래미상 '최고의 솔로 연주자'(오케스트라 있음)